# Orontská dynastie

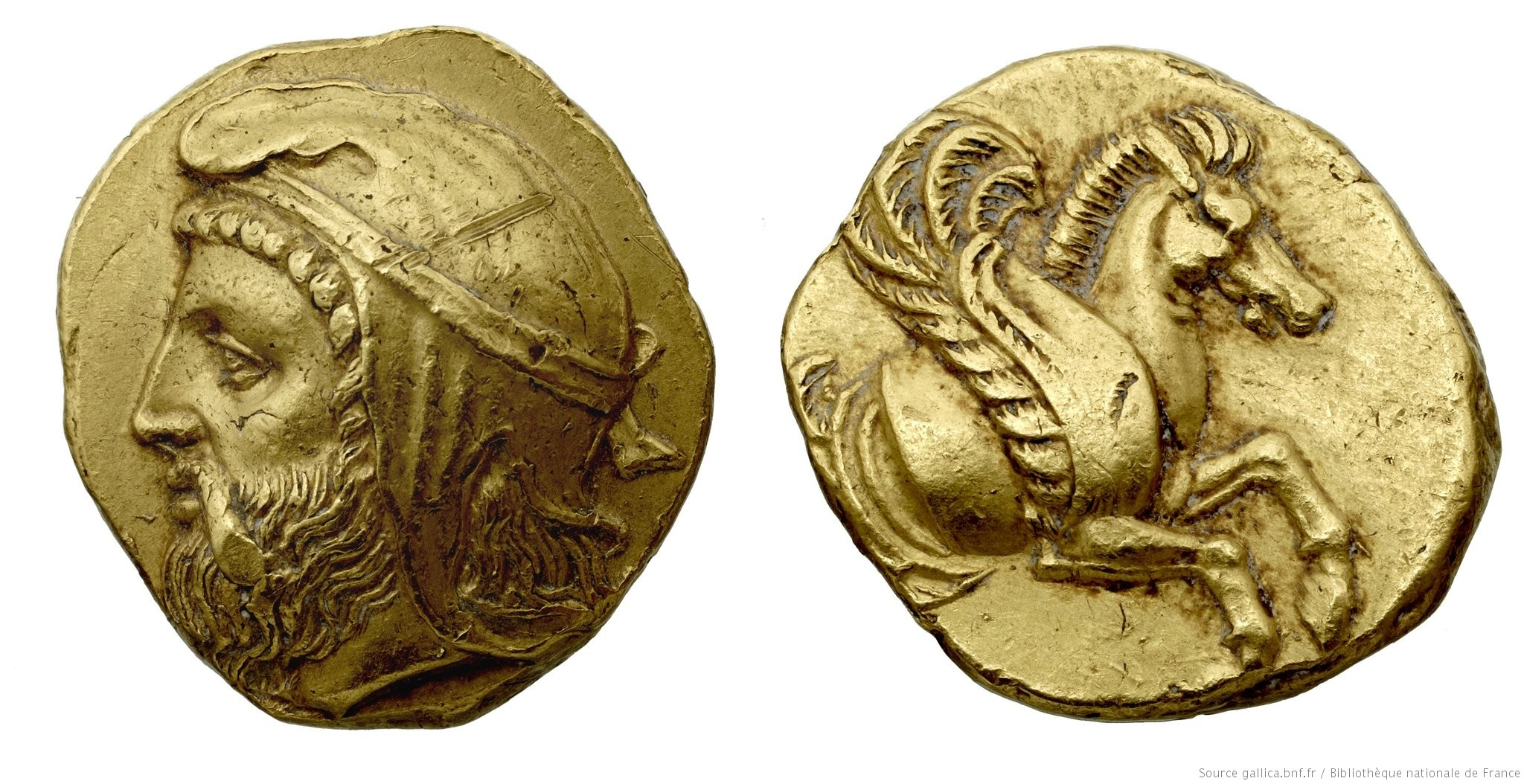
Mince Oronta I.

Orontská, Orontidská, Jervandská či Jervandidská dynastie byla dynastie vládců nejprve arménské satrapie podřízené Achaimenovské říši a po rozpadu této říše vládli Orontové v letech 321-200 př. n. l. Arménskému království, jakožto první z jeho tří královských dynastií. Později jedna z větví Orontidů vládla dvěma menším helénským královstvím, Sofénskému a Kommagene. Někteří historici uvádějí, že Orontidové byli perského původu a měli rodinné vazby na vládnoucí dynastii Achaimenovců (tuto teorii také po celou dobu své existence sami Orontové z politických důvodů podporovali), jiní historici uvádějí, že Orontidové byli arménského původu. Jméno "Orontes" je pořečtělou verzí jména, jež ve staré arménštině znělo Eruand (Երուանդ), v moderní pak Jervand, a jež snad vychází z perského základu, který patrně znamenal původně "hrdina" (v moderní perštině se "hrdina" řekne "arvand"). V písemných pramenech je ale doložena jen řecká verze názvu dynastie, která se v průběhu doby také značně helenizovala. Existence rodu je bezpečně doložena k roku 400 př. n. l., legendární zdroje míří až do 6. století př. n. l., kamsi ke konci urartské říše. Jeho původní základnou bylo snad město Armavir. Prvním historicky doloženým příslušníkem rodu byl Orontes I., který se roku 401 př. n. l. ujal satrapského úřadu v Arménii. Předtím byl vysokým důstojníkem achaimenovské armády. Po rozpadu Achaimenovské říše se stal nezávislým králem. Na trůně ho následovali Orontes II., Orontes III., Sames, Arsames, Arsames II a Xerxes. Posledním orontským vládcem Arménie byl Orontes IV., který byl svržen roku 200 př. n. l. Artašovci, jednajícími do značné míry v seleukovském zájmu.